# Альберт Борман
Альберт Борман (нім. Albert Bormann; 2 вересня 1902, Гальберштадт — 8 квітня 1989, Мюнхен) — один із високопоставлених працівників рейхсканцелярії Третього Рейху, оберштурмбанфюрер СА (20 квітня 1936), групенфюрер НСКК (22 липня 1936), ад'ютант Адольфа Гітлера. Молодший брат Мартіна Бормана.

## Життєпис
Борман був сином Теодора Бормана (1862—1903), дрібного поштового службовця, і його другої дружини, Антонії Бернгардіни Меннонг. Перша дружина Теодора Бормана Луїза Гроблер померла в 1898 році. Від неї у нього залишився син Вальтер Борман. Антонія Борман народила трьох синів: один з них помер у дитинстві, в живих залишилися Мартін (народився в 1900 році) і Альберт (народився в 1902 році).
Борман отримав професію і працював банківським службовцем з 1922 по 1931 рік. У 1927 році вступив в НСДАП і став членом СА.
У 1929—1931 роках він був керівником Гітлер'югенду в Тюрингії.
У квітні 1931 року Мартін Борман довірив брату очолити фонд допомоги партії в Мюнхені. У жовтні 1931 був переведений з офісу НСДАП в рейхсканцелярию. Здійснював зв'язок фюрера з НСДАП.
З 1934 року став заступником рейхсляйтера Філіппа Боулера, начальника Канцелярії керівника НСДАП, з 1938 року очолював ад'ютантуру Адольфа Гітлера, відділ особового складу та діловодства в рейхканцелярії, де займався особистим листуванням і поштою фюрера. Крім того, у веденні Альберта Бормана перебувала так звана «скарбниця», кімната, розташована в підземеллях нової канцелярії, куди складалися отримані фюрером подарунки.
Спочатку Борман був штурмбаннфюрером СА, потім пішов швидкий кар'єрний ріст. Призначений одним з керівників Націонал-соціалістичного механізованого корпусу у званні группенфюрера.
Гітлер любив А. Бормана і вважав його надійним працівником. У 1938 році Борман був переведений в невелику групу ад'ютантів, які підпорядковувалися Мартіну Бормана. Працював в якості особистого помічника фюрера.
У 1938 році став депутатом рейхстагу від Західного Берліна.
20 квітня 1945 року під час битви за Берлін за наказом Гітлера Альберт Борман, військово-морський ад'ютант фюрера, адмірал Карл-Єско фон Путткамер, особистий лікар фюрера Теодор Морелль, особистий стоматолог Гуго Блашке, головний секретар Йоганна Вольф, секретарка Кріста Шредер і кілька інших осіб покинули Берлін літаком на Оберзальцберг. Група покинула Берлін авіарейсами протягом декількох днів.
Після капітуляції А. Борман жив у Баварії під вигаданим ім'ям, був сільськогосподарським робітникам на фермі.
У 1949 році був пізнаний, заарештований і засуджений Мюнхенським судом до дев'яти місяців каторжних робіт. Звільнився в жовтні 1949 року.
З журналістами не спілкувався, мемуарів не залишив і помер в 1989 році в Мюнхені.

## Особистість
Альберт Борман сильно відрізнявся від свого старшого брата, Мартіна. Високий, культурний, намагався не показувати себе в центрі уваги. Стосунки між братами настільки зіпсувалися, що Мартін перестав називати Альберта на ім'я, і кликав його «людина, яка тримає пальто фюрера». Винним у розриві стосунків між двома братами був Мартін: він так і не прийняв другого шлюбу свого молодшого брата і припинив із ним будь-які стосунки, не змінивши своєї позиції до останніх днів Рейху.

## Нагороди
- Почесний кут старих бійців
- Німецька імперська відзнака за фізичну підготовку
- Спортивний знак СА
- Золотий партійний знак НСДАП
- Медаль «У пам'ять 13 березня 1938 року»
- Медаль «У пам'ять 1 жовтня 1938 року» із застібкою «Празький град»
- Медаль «За вислугу років у НСДАП» в бронзі та сріблі (15 років)